# 長田和彦
長田 和彦（ながた かずひこ、1966年3月16日 - ）は、関東・関西で活動するDJ、ナレーター、声優。オフィスキイワード所属。

## 人物
関西外国語大学在学中に、京都のディスコでアルバイトとしてDJを始める。以後、1980年代の伝説のディスコ「マハラジャ」本店のチーフDJとして活動していた。90年代には、オリックス・ブルーウェーブ（現 オリックス・バファローズ）のスタジアム内DJをはじめ、FM・AMラジオの番組を担当し、現在はTV番組やCMなどのナレーションを中心に、中低音の声域を絶妙に変化させながら、ユーティリティープレイヤーとして活動の幅を広げている。2011年春から1年半の間、ラジオ日本において「ながた和彦」名義で「ビートゴーズオン」を担当。一時期、TVNアナウンサーだった。身長175cm。趣味は音楽鑑賞、マリンスポーツ、ゴルフ、スキーなど。

## 出演

### テレビ・ラジオ
現在
- ゆうドキッ!（奈良テレビ）月曜日ニュース担当(2013年4月 - 2014年9月：月曜日、2014年10月 - 2017年3月：木曜日)
- TOP POP MUSIC（ラジオ大阪）
- ”コカ・コーラ” 鈴鹿8時間耐久ロードレース 第44回大会（BS12) - 副音声MC（2023年8月6日、2024年7月21日）

など
過去
- STARDUST PARADE （α-STATION ） - DJ、1996年4月～2006年3月
- Music Cafe いいおとな （ラジオ大阪） - 月曜日担当、2006年4月～9月
- News Tonight いいおとな（ラジオ大阪） - 音楽コーナーDJ
- ビートゴーズオン（ラジオ日本）2011年4月～2012年9月
- 植草貞夫のゴルフ交遊録（サンテレビ）ナレーター
- ベリータ（毎日放送テレビ）
- なるほど!市場（毎日放送テレビ）
- 競馬BEAT（DREAM競馬時代から継続、関西テレビ）ナレーター

など

### ゲーム
- THE KING OF FIGHTERS XII - XIV（2009年 - 2016年、キム・カッファン[1]） - 3作品